# Gyorsítótár
A gyorsítótár (angolul cache, ejtsd: /kes/) francia eredetű kifejezés (jelentése: „rejtekhely”, „elrejtett készlet”), a számítástechnikában az átmeneti információtároló elemeket jelenti, melyek célja az információ-hozzáférés gyorsítása. A gyorsítás egyszerűen azon alapul, hogy a gyorsítótár gyorsabb tárolóelem, mint a hozzá kapcsolt, gyorsítandó működésű elemek, így ha ezen területek tartalma korábban már bekerült a gyorsítótárba (mert már valaki/valami hivatkozott rá korábban), az ilyen adatokat nem a lassú működésű területről, hanem a gyors cache tárolóból lehet előhívni.

## Típusai

### Mikroprocesszorba beépített cache (on-chip cache)

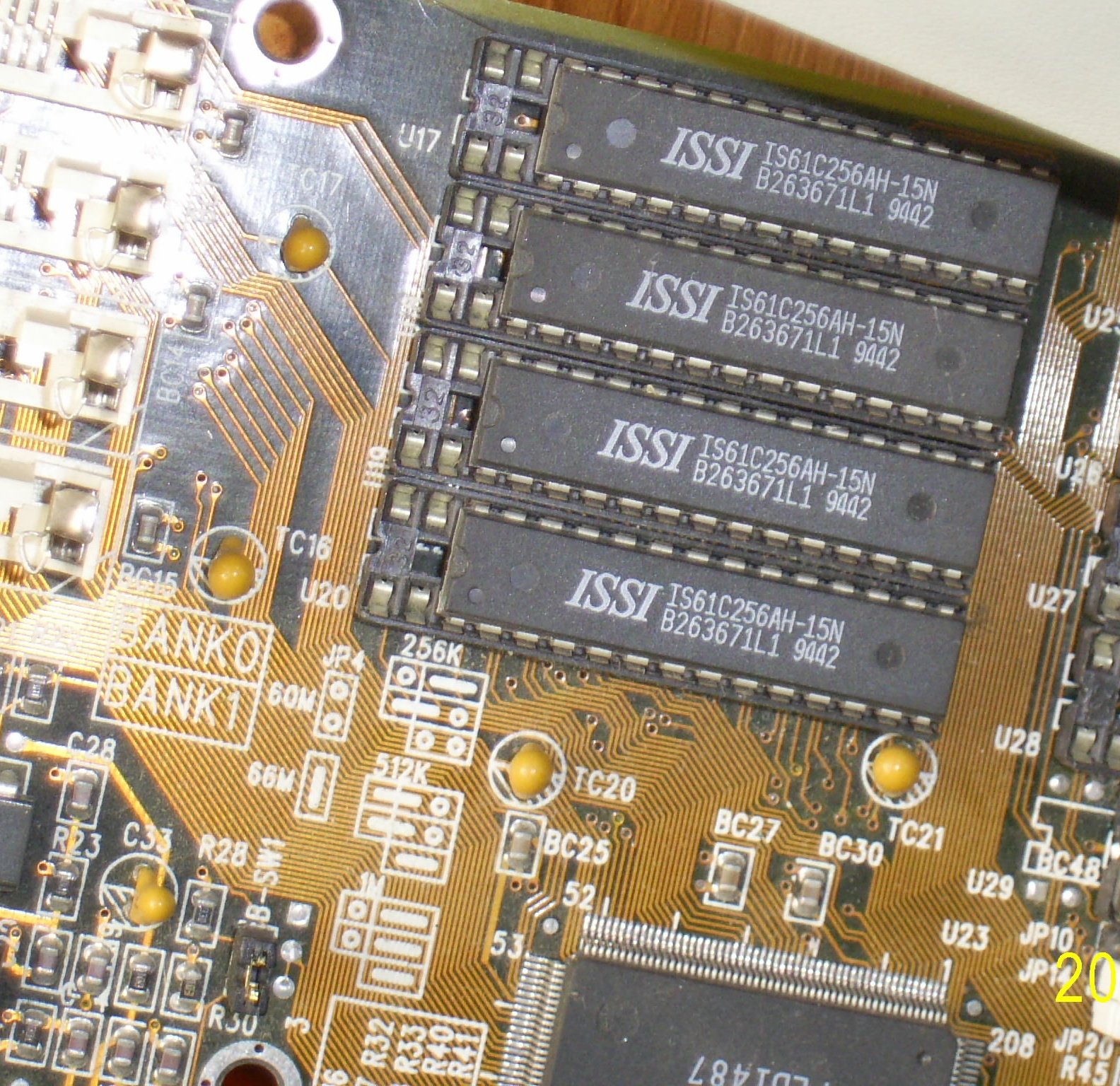
Külső gyorsítótár IC-k egy 486-os PC alaplapon.

A hardveres gyorsítótár technikai megvalósítása sokkal drágább, mint a hagyományos memóriaelemek. Ez a magyarázata annak, hogy miért nem dobjuk ki a lassú memóriákat, és használjuk helyettük rögtön csak a gyorsítótárat. Ha ezt tennénk, az nagyon megemelné a számítógépek árát.
Gyorsítótárazásra leginkább akkor van szükség, ha a számítógép két alkatrészének adatkezelési sebessége számottevően (például nagyságrendekkel) eltér, és a lassabb alkatrész így a maga szintjére „húzza le” azt az elemet, ami egyébként villámgyorsan működne. Ez a helyzet például a CPU és a központi memória esetében: az utóbbi sokkal lomhább, akár 5×-20× is lassabban működhet, mint a CPU. Ilyen esetekben a processzor és a központi memória közé egy cache egységet (on-chip cache) iktatnak, így a processzor először a gyors cache-ből próbálja elérni a szükséges adatot, és ha ott nem találja, akkor keresi a központi memóriában.
A cache-tár akkor működik hatékonyan, ha a keresett adatok nagyrészt a cache-ben és nem a memóriában találhatók. A találatok száma függ a cache-tár méretétől. A 10%-os találati hiba még elfogadhatónak számít.

### Önálló tárolóeszköz (off-chip cache)
Nemcsak a CPU és a memória közötti gyorsítótárról lehet tehát beszélni (bár ez egy igen tipikus példa): a merevlemez is rendelkezhet gyorsítótárral, ami a lassú elérésű lemezről (például átlagosan 40 ms alatt) leolvasható adatokat egy a diskbe épített cache memóriában tárolja (mely például 0,1 ms alatti elérési sebességgel rendelkezik).

### Egyéb gyorsítótárak
Szoftverek tekintetében még szintén számtalan helyen beszélhetünk gyorsítótárról és gyorsítótár-funkciókról, ahol maga a gyorsítótár szó nem ritkán már egész szoftvert vagy több szoftver együttműködéseként létrejövő rendszert jelent.
Szoftverek által használt gyorsítótárak tipikus példái a webböngészők által használt „virtuális” gyorsítótárak: amikor böngészőnkkel néhány weboldalt „visszalapozunk”, akkor azok a böngészőprogram által a merevlemezen fenntartott területről jönnek elő, ott tárolódnak (például a Microsoft Windows XP operációs rendszerek Internet Explorer böngészői esetében ez a
gyökérkönyvtár\Documents and Settings\Felhasználónév\Local Settings\Temporary Internet Files
nevű mappa. Ez azért jó, mert egy távoli webhelyről általában sokkal lassabban lehet egy weblapot letölteni, mint a merevlemezről.

## Technikai adatok
A gyorsítótárakat jellemző főbb adatok az
- elérési idő (tc), mértékegység: ns (nanoszekundum)
- átlagos találati arány (h), mértékegység: % (százalék) azt mutatja meg, hogy ha a központi memória egy területéről adatot hívunk meg, azt az esetek hány százalékában lehet már a gyorsítótárból is meghívni. Természetesen minél nagyobb ez az arány, annál jobban működik a gyorsítótár, hiszen annál többször elegendő az utóbbi gyors működésű egységből az adatot hívni, nem pedig a lassú központi operatív tárból.
- az átlagos elérési idő (ta), mértékegység: ns (nanoszekundum), melyet a

képlettel számolunk, ahol tm a lassabb, gyorsítandó (memória)egység elérési ideje.
- a relatív elérési idő (r), mértékegység: ns (nanoszekundum) azt mutatja, hányszorosa a gyorsítandó egység elérési ideje a gyorsítótár elérési idejének: {\displaystyle r={\frac {t_{m}}{t_{c}}}}
- a hatékonysági mutató (gc), mértékegység: % (százalék) azt mutatja, mennyivel növekszik a gyorsítótárazott egység teljesítménye egy gyorsítás nélküli ugyanolyan egységéhez képest; ezt a mutatót a {\displaystyle {\frac {1}{1+r\left(1-h\right)}}={\frac {t_{c}}{t_{a}+t_{m}}}} képlettel számoljuk.

Egy tipikus memória cache jellemzői:
- 64 Mbájt memóriához általában 64 kbájt cache jár;
- a központi memóriánál 20× gyorsabb;
- mérete pedig annak 1/1000-e;
- az átlagos cache találati arány több mint 90%-os.

## A memória gyorsítótárak csoportosítása a memórialeképzés módja szerint
A központi memóriát gyorsító hardveres cache memóriákat működésük szerint csoportosíthatjuk aszerint, hogy konkrétan hogyan valósítják meg az adatátvitelt és adattárolást.

### A teljesen asszociatív cache
A teljesen asszociatív cache (FUC = Fully Associative Cache) esetén a gyorsítandó memóriaegység beolvasott blokkjának tartalma átkerülhet a gyorsítótár bármelyik blokkjának területére. A beolvasott blokk bárhova elhelyezhető, bármelyik sorba. Az elhelyezés sorát helyettesítési algoritmus határozza meg. Amikor a processzor egy adatot keres a cache-ben, akkor a memóriabeli cím felső 28 bitjét összehasonlítja a cache-beli blokkszámokkal az összes sorban egyidejűleg. Ha sikeres a keresés, akkor kijelöli az adott sorbeli byte-ot, ha sikertelen, akkor a memóriában keresi.
előnye: rugalmas betöltés, de a visszakereséshez annyi áramkör szükséges, ahány találati sor van, egyúttal jó találati arány jellemzi;
hátránya: szükséges helyettesítési eljárás;

### A közvetlen (direkt) leképzésű cache
- A közvetlen (direkt) leképzésű cache (DMC = Direct Mapping Cache) esetén a gyorsítandó memóriaegység beolvasott blokkja a cache meghatározott blokkjára kerülhet csak. A blokk helyét a cache-ben a blokksorszám alsó 8 bitje határozza meg. Ebben a megoldásban a blokk csak abba a sorba kerülhet, amelyet a sorindexe meghatároz. A cache-ben a 16 adatbyte mellett a lapsorszám 20 bites mint "tag", valamint a jelzőbitek kerülnek tárolásra. Kereséskor a memóriacímből előállított sorindex alapján keresi a sort, majd a felső 20 bitet összehasonlítja a cache-beli lapsorszámmal.

előnye: rövidebb tag, gyors keresés és olcsóság jellemzi;
hátránya: merevség és alacsony találati arány;

### A csoport-asszociatív cache
- A csoport-asszociatív cache (SAC = Set Associative Cache) esetén a gyorsítandó memóriaegység egy-egy blokkja a gyorsítótár egy blokkcsoportjára képeződhet. E típus átmenet az előző két típus között, mivel adott blokk csak egy adott blokkcsoportra képeződhet, de ezen belül a blokkcsoport bármely blokkjára, vagyis olyan ez, mintha teljesen asszociatív cache-memóriák halmazával lenne dolgunk, melyek egymáshoz képest azonban közvetlen leképzéssel működnek. A cache nagyobb, n csoportokra van osztva, amelyek önmagukban teljesen asszociatívak, azaz a csoporton belül bárhova kerülhet az adatblokk. 22 bit lapsorszám, 23-28 bit csoportsorszám (alsó 6 bit) 16 adatbyte, 2 jelzőbit. Kereséskor a memóriabeli címből képzett csoportindex alapján kijelöli a csoportot, majd a felső 22 bit alapján a cache-beli lapsorszámot.

Áramköre: 4 párhuzamos összehasonlítású, egyben rugalmas, közvetlen leképezésű. Kis számú összehasonlítás és az áramkör viszonylag gyorsasága jellemzi.

### A szektor leképzésű cache
- A szektor leképzésű cache (SMC = Sector Mapping Cache) ritkábban használt megoldás, melynél a beolvasott memóriablokk szintén egy-egy blokkcsoportra képeződik, de az előző esethez képest épp fordítva, a beolvasott blokk tetszőleges blokkcsoportra képeződhet, azon belül azonban csak meghatározott blokkra. Azaz az ilyen gyorsítótár úgy működik, mintha közvetlen leképezésű cache-memóriák halmazával lenne dolgunk, melyek egymáshoz képest azonban asszociatív módon működnek. A processzor a csoport helyét jelöli ki asszociatív módon, és azon belül a blokk helye a lapon belüli elhelyezkedésének megfelelően kötött.